# INU
INU（イヌ）は町田町蔵を中心として構成された日本のパンク・ロックバンド。1979年に結成され、1981年にアルバム『メシ喰うな!』を発表。同年のうちに解散した。

## 概要・来歴
1977年、大阪府で当時高校生だった町田町蔵を中心に結成されたバンド「腐れおめこ」が前身で、ローリング・ストーンズやチャック・ベリーなどのオーソドックスなロックンロールをレパートリーとしていた。1979年にINUへ改名し、セックス・ピストルズに触発されつつ、リチャード・ヘル&ヴォイドイズやパブリック・イメージ・リミテッドなどの影響も受けたポストパンクへと転向した（ただし当時の町田はフリクションを除く東京ロッカーズやストラングラーズ、同じ関西のウルトラビデを好ましく思っていなかった）。
1981年3月1日に1stアルバム『メシ喰うな!』でメジャーデビュー。結成時のメンバーはボーカルの町田、ギターの林直人、ベースの田中 "オショウ" 敬介、ドラムスの西森武史。町田以外のメンバーは一定せず、『メシ喰うな!』発売時は、ギターは北田昌宏、ベースは西川成子、ドラムは東浦真一というメンバーだった。なお代表曲「メシ喰うな!」は腐れおめこ時代からのレパートリーである。
デビュー後、間もなくINUは解散してしまい、町田は「FUNA」「人民オリンピックショウ」「絶望一直線」「至福団」「愛慾バンド」「天井天国」「淫如上人&ミラクルヤング」「北澤組」「町田町蔵バンド」など新たにバンドを組んでは解散を繰り返しつつ、音楽活動を続けた。INU解散後しばらく経った1984年10月25日、1979年3月25日のINUのライブ音源を収録した2ndアルバム『牛若丸なめとったらどついたるぞ!』が発売された。
1979年のINU結成から40年目にあたる2019年、ロックフェスティバル「夏の魔物2019 in SAITAMA」（9月29日、埼玉・東武動物公園）で町田はINU SPECIAL SETLISTとして「フェイド・アウト」「つるつるの壺」「メシ喰うな！」「インロウタキン」「おっさんとおばはん」「気い狂いて」を歌った。

## メンバー

### 腐れおめこ
（1977年8月 - 1978年12月）
- 町田町蔵 - ボーカル
- 前田耕志 - ギター
- 田中 "オショウ" 敬介 - ベース
- 西森武史 - ドラムス

### 第一期INU
（1979年1月 - 1979年3月）
- 町田町蔵 - ボーカル
- 林直人 - ギター
- 田中 "オショウ" 敬介 - ベース
- 西森武史 - ドラムス

高杉弾と山崎春美の自販機本『Jam』創刊号のパンク特集で隅田川乱一に取材されたのを契機にINUと改称。この時期の演奏はINU解散後に発売されたライブ盤『牛若丸なめとったらどついたるぞ!』で聴くことができる。以降も演奏される楽曲「ALL THE OLD PUNKS」は林の作曲。林は脱退後、アウシュビッツを結成。その後は非常階段のJOJO広重らとアルケミーレコードを設立した。

### 第二期INU
（1979年4月 - 1979年8月）
- 町田町蔵 - ボーカル
- 小間慶大 - ギター
- 西川成子 - ベース
- 西森武史 - ドラムス（ - 1979年6月）
- 北川裕司 - ドラムス（1979年6月 - ）

西川は前バンドではキーボードを担当しておりベースは全くの初心者であった。同様のエピソードは、同時期に活動していたP-MODELの秋山勝彦にもある。

### 第三期INU
（1979年8月 - 1981年8月）
- 町田町蔵 - ボーカル
- 北田昌宏 - ギター
- 西川成子 - ベース
- 北川裕司 - ドラムス（ - 1981年4月）
- 東浦真一 - ドラムス（1981年4月 - ）

メジャーデビュー時のメンバー。北田はアン・ミュージック・スクールの特待生になるほどの腕を持ったギタリストであった。INU解散後、北田は1984年3月から同年6月までザ・スターリンに加入、1986年には町田・山崎春美と共に至福団としてカセットブック『どてらい奴ら』を発表した。西川は変身キリンに参加していた。東浦は1982年1月から町田とともにFUNAを結成した。

### 現在
町田は俳優として活躍した後、現在は「町田康」名義で作家として活動、1997年の『脳内シャッフル革命』以降は散発的にライヴを行う程度であったが、2010年に13年ぶりのアルバム『犬とチャーハンのすきま』を発表した。2016年にはバンド「汝、我が民に非ズ（なんじわがたみにあらず）」を結成し、2018年にファーストアルバム『つらい思いを抱きしめて』、2019年にセカンドアルバム『もはや慈悲なし』、2020年にサードアルバム『汝我が民に非ず』を発表。
北田はザ・スターリン脱退後は「北田コレチカ」名義で遠藤ミチロウ責任編集ソノシート「IN'GO!」や井上陽水のバックバンドに参加したり、同時期に町田と至福団として「どてらい奴ら」を発表した。
その後は特に表立った活動はなく消息不明となっていたが数十年間の沈黙を破り2019年9月24日、同年に他界した遠藤ミチロウの追悼のため東高円寺の二万電圧で行われたライブ、「ザ・スターリン同窓会」に登場した。
西川は解散後、「変身キリン」や「チルドレンクーデター」などで活躍。現在は音楽活動から引退している。
東浦はINU解散後、「晋金太郎」名義で町田とFUNAを結成した。FUNA解散後も様々なバンドで活動していたが、1990年代初頭に音楽活動から引退した。
林は「アウシュビッツ」のギタリストとアルケミーレコードの専務として活躍していたが、闘病の末、2003年7月25日に死去。
西森は脱退後、「UP-MAKER」を結成。京都や大阪のライブハウスを中心に活躍していたが、1984年4月26日、潜水夫のアルバイト中に事故死している。アルバム『牛若丸なめとったらどついたるぞ!』の裏ジャケには追悼の意を表して彼の写真が使われている。
小間はINU脱退後、UP-MAKERやオルケスタ・デル・ビエントなどで活動。現在は「野戦の月楽団」「シェシズ」「アノン（変身キリンのコピーバンド）」のギタリストとして活躍、また、劇団への楽曲提供やソロとしても活動している。
北川も西森や小間らとUP-MAKERで活躍していた。また北川はUP－MAKERの他に最近までATLANTACITYBOYSでも活動していた。
北川は高校卒業と同時に大阪ミナミのディスコ周防町葡萄屋でDJJHONNYの弟子一角のもとでDJ活動を始め大型店舗ジュビレイションの閉店までセコンドを務め そのライブ音源は当時のマルチ有線で全国ネットで放送されていた。他チャンネルではトウキョウマハラジャ、ジュリアナトーキョーなどが放送してされていた。

## 未発表曲
INU時代の音盤はアルバム『メシ喰うな!』『牛若丸なめとったらどついたるぞ!』とオムニバス作品『Dokkiri Record』しか出ていないが、その中にも収められていない曲が何曲かあり、曲名不明なものも多数ある。また、こうした未発表曲については、のちに町田が刊行した『全歌詩集』にて歌詞のみ読むことができる。
- ひなまつりの歌 - 1981年3月2日のライブで演奏。この日のライヴのために町田が即興で作った曲で、この日以降演奏されず。
- シーン - 作詞・作曲は町田町蔵。1981年作。
- ハンバーガー - 作詞・作曲不詳。ライトサイダー風の曲。
- 海老の怒り - 作詞・作曲は町田町蔵。
- 金魚はみな発狂している - 作詞・作曲は町田町蔵。
- 馬場はカマタに負けよった（=Not Fade Away） - カバー。作詞・作曲は町田町蔵と西森武史。

他多数

## 作品

### アルバム
- メシ喰うな! （1981年、ジャパンレコード）
- 牛若丸なめとったらどついたるぞ! （1984年、アルケミーレコード）

### 参加作品
- DOKKIRI RECORD （1979年、必要レコード）
- アルケミズム （2004年、テイチクエンタテインメント）